# Coupang
Coupang (кор. 쿠팡?, ?) — южнокорейская компания электронной коммерции, основанная в 2010 году.

## История
Coupang основана в Южной Корее в 2010 году Бом Сук Кимом. Ким является уроженцем Сеула. В США он переехал во время учебы в средней школе. Гарвардскую школу бизнеса предприниматель бросил в 2010 году. После возвращения в Южную Корею он учредил компанию. В основу ее работы была положена бизнес-модель Groupon, но в дальнейшем модель была изменена, чтобы компания могла стать «южнокорейской Amazon» или второй Alibaba. Онлайн-ретейлер запустил службу доставки Rocket Delivery, обещавшую бесплатно привезти заказ в течение 24 часов, что помогло компании конкурировать с южнокорейскими розничными конгломератами Shinsegae и Lotte.
Coupang оценивали на частном рынке в 2018 году в $9 млрд.
На конец 2020 года компания имела свыше 100 логистических центров в 30 городах.
Компания вышла на IPO 11 марта 2021 года на Нью-Йоркской фондовой бирже (NYSE), продав 130 млн акций по цене $35. Общий объём составил $4,6 млрд, в результате чего это IPO стало крупнейшим с начала 2021 года. Изначально Coupang планировала продать акции по цене $27–30 за бумагу, однако 9 марта повысила ценовой диапазон IPO до $32–34. В итоге цена размещения превысила верхнюю границу заявленного диапазона. К закрытию первого дня торгов капитализация Coupang составила примерно $88 млрд. Размещение акций южнокорейского ритейлера стало крупнейшим IPO азиатской компании в США с момента выхода на открытый рынок китайской Alibaba в 2014 году. Оно также является самым крупным на NYSE с момента IPO Uber Technologies размером $8,1 млрд в 2019 году. В результате Coupang стал самым дорогим стартапом Южной Кореи.
После IPO инвестор Билл Экман пожертвовал долю (26,5 млн акций) в Coupang стоимостью более $1,34 млрд на благотворительность. Деньги будут направлены в три организации, включая его собственный хедж-фонд Pershing Square Capital Management.
После IPO руководство компании пообещало раздать складским работникам и 15 000 курьеров ценные бумаги ритейлера стоимостью 90 млн долларов.

## Собственники и руководство
В проект вложились фонды BlackRock, Sequoia Capital, инвесторы Билл Экман и Стэнли Дракенмиллер. SoftBank инвестировал в Coupang $1 млрд в 2015 году. Компания также получила $2 млрд от фонда Vision, принадлежащего SoftBank Group, в ноябре 2018 года.
SoftBank Group Corp. владеет долей в 35 %. Бом Ким, основавший Coupang в 2010 году, владеет 10,2% компании.
- Генеральный директор — Бом Ким[7]
- Член совета директоров — Лидия Джетт[7]

## Расположение
Coupang зарегистрирована в штате Делавэр, США. Штаб-квартира находится в Сеуле, Южная Корея. Coupang также имеет офисы в Пекине, Шанхае, Лос-Анджелесе, Маунтин-Вью и Сиэтле.

## Финансовые показатели
С начала 2018 года выручка компании росла каждый квартал, при этом компания оставалась убыточной. Выручка Coupang в 2020 году на фоне пандемии COVID-19 увеличилась на 91 % — до $12 млрд. Чистый убыток онлайн-ретейлера сократился c $699 млн в 2019 году до $474,9 млн в 2020 году.

## Штат сотрудников
В Coupang и Coupang Fulfillment Service работают в общей сложности 43 171 человек по данным на конец третьего квартала 2020 года. Coupang занимает третье место среди работодателей, опередив в третьем квартале 2020 года компанию LG Electronics (40 500 работников). Первые два занимают Samsung Electronics (104 723) и Hyundai Motor (68 242). Coupang провела агрессивную кадровую политику в 2020 году, создав 13 744 новых рабочих места с февраля по сентябрь. По этому показателю компания стала первой в Южной Корее.